# NGC 2315
NGC 2315 è una galassia lenticolare situata nella costellazione della Lince, a una distanza di circa 306 milioni di anni luce dalla nostra Via Lattea.

## Scoperta
La galassia è stata scoperta il 16 febbraio 1831 dall'astronomo britannico John Herschel.

## Descrizione
NGC 2315 risulta essere attiva come radiogalassia.
Nella stessa regione di cielo si trovano anche le galassie NGC 2320, NGC 2321, NGC 2322 e NGC 2326.

## Supernova
Il 18 marzo 2011, all'interno di NGC 2315 è stata scoperta la supernova SN 2011ay da P. Blanchard, S. B. Cenko, W. Li e A. V. Filippenko nel corso del programma LOSS (Lick Observatory Supernova Search) dell'Osservatorio Lick. La supernova è stata classificata di tipo Ia-pec.